# Памер Лејк (Колорадо)
Памер Лејк (енгл. Palmer Lake) град је у америчкој савезној држави Колорадо.

## Демографија
По попису из 2010. године број становника је 2.420, што је 241 (11,1%) становника више него 2000. године.
| Група             | 2000.         | 2010.         |
| Белци             | 1.998 (91,7%) | 2.137 (88,3%) |
| Афроамериканци    | 1 (0,0%)      | 14 (0,6%)     |
| Азијати           | 13 (0,6%)     | 16 (0,7%)     |
| Хиспаноамериканци | 106 (4,9%)    | 169 (7,0%)    |
| Укупно            | 2.179         | 2.420         |